# Ligne 7 du tramway de Nantes
Pour les articles homonymes, voir Ligne 7.
La ligne 7 du tramway de Nantes est un projet de tramway en site propre devant connecter la station François Mitterrand de l'actuelle ligne 1 (sur la commune de Saint-Herblain à l'ouest de Nantes), au sud de l'agglomération à Rezé, tout en traversant l'île de Nantes du nord au sud afin de desservir le futur CHU.
Entre le pont Anne-de-Bretagne et Rezé, cette nouvelle ligne devrait partager un tronçon commun avec la future ligne 6 en provenance du futur terminus Babinière et des quartiers nord et est de Nantes, via le centre-ville. Une nouvelle ligne 8 de Busway desservant la partie sud de ce tronçon commun, partirait également de Rezé en passant par le nouveau CHU, avant de se diriger vers les lignes 2 et 3 via le boulevard Benoni-Goullin et les lignes 4 et 5 à proximité du centre commercial Beaulieu.
Ce projet s'inscrit dans la troisième tranche du plan de déplacement urbain de Nantes Métropole,.

## Historique du projet
La desserte de l'ouest de l'Île de Nantes apparaît dès 2011, dans les projets portés par la Société d'aménagement de la métropole Ouest Atlantique (SAMOA) et qui devait voir le jour vers 2020. L'axe principale nord-sud devait partir de la ligne 1 au niveau du pont Anne-de-Bretagne et emprunter une grande partie du nouveau boulevard transversal (baptisé en 2021 boulevard Simone-Veil) situé dans le prolongement du boulevard Léon-Bureau, ralliant le pont des Trois-Continents. Initialement, cet axe devait être emprunté (en partie ou en totalité) par deux lignes (dont la future ligne 8) desservant Rezé et la future ZAC des Isles en un possible terminus Basse-Île.

Tracé des trois nouvelles lignes tel que présenté en 2020.

Le 7 juin 2019, les élus de Nantes Métropole annoncent finalement la création de trois lignes de tramway desservant le futur CHU : l'axe devrait désormais être partagé entre les futures lignes 6 et 7 entre Rezé et le pont Anne-de-Bretagne, tronçon également emprunté dans sa partie sud par la future ligne 8. Au-delà de ce pont, les lignes 6 et 7 emprunteraient chacune les voies de la ligne 1 dans des directions opposées. La ligne 7 filerait ainsi vers l'ouest en direction de Saint-Herblain. La ligne éviterait en grande partie le quartier de Bellevue en remettant en service commercial le tronçon situé entre les stations « Jamet » et « Romanet » abandonné à la suite des travaux de prolongation de la ligne en 2000.
Fin 2020 a lieu une concertation publique permettant le recueil des avis des habitants de la métropole sur la création des nouvelles lignes de tramway. À la fin de la concertation, 772 propositions individuelles et 88 cahiers d'acteurs avec de très nombreuses observations ont été déposés et seront transmis aux garants nommés par la Commission nationale du débat public (CNDP) afin de réaliser un « bilan de concertation ». Le conseil métropolitain du printemps 2021 prendra décision, après lecture de ce bilan, des suites à donner.
Fin 2021, il est annoncé que les lignes 6 et 7 iront jusqu'à la mairie de Rezé lors de leur mise en service (et ne seront pas limitées à Basse-Île comme prévu initialement).

## Contraintes techniques et urbaines
Le doublement du pont Anne-de-Bretagne pouvant accueillir le flux de transport en commun, y compris un tramway, a déjà été étudié dans le cadre de projets de nouveaux franchissement de la Loire.